# جون تاکاتا
جون تاکاتا (انگلیسی: Jun Takata؛ زادهٔ ۶ دسامبر ۱۹۷۷) بازیکن فوتبال اهل ژاپن است.
از باشگاه‌هایی که در آن بازی کرده‌است می‌توان به باشگاه فوتبال سانفریس هیروشیما اشاره کرد.